# Canon EOS M100
M10 M200
Le Canon EOS M100 est un appareil photographique hybride grand public au format APS-C d'une définition de 24 mégapixels, fabriqué par Canon, annoncé en août 2017.

## Caractéristiques
L'EOS M100 est une version allégée des EOS M3 et M5. Il est dépourvu de la poignée en caoutchouc, des molettes de réglage et de la griffe de flash qui se trouvent sur les modèles M3 et M5, ainsi que du viseur électronique qui équipe le M5.
- Monture Canon EF-M
- Capteur CMOS APS-C (22,3 mm × 14,9 mm), également utilisé dans les Canon EOS 80D, EOS M5 et EOS M6
- Définition : 24,2 millions de pixels
- ISO 100 – 25600
- Autofocus CMOS Dual Pixel
- Écran tactile 3 pouces orientable de 1,04 million de points
- Vidéo Full HD 1080p à 60, 50, 30 et 25 im./s
- Processeur DIGIC 7
- Connexions NFC, Bluetooth BLTE et Wi-Fi